# A-League 2008/2009
A-League 2008/09 var 2008/2009 års säsong av A-League som bestod av 8 lag. Detta var den fjärde säsongen med A-League som den gemensamma proffsligan i fotboll för Australien och Nya Zeeland.
Inför säsongen blev det klart att serien skulle utökas med två lag och att dessa två skulle bli North Queensland Thunder och Gold Coast Galaxy, men tillståndet för lagen sköts upp till säsongen därpå.

## Lag, städer och arenor
| Lag                    | Delstat           | Ort        | Arena                    | Kapacitet |
| ---------------------- | ----------------- | ---------- | ------------------------ | --------- |
| Adelaide United        | South Australia   | Adelaide   | Hindmarsh Stadium        | 17 000    |
| Central Coast Mariners | New South Wales   | Gosford    | Bluetongue Stadium       | 20 119    |
| Melbourne Victory      | Victoria          | Melbourne  | Telstra Dome             | 56 347    |
| Newcastle United Jets  | New South Wales   | Newcastle  | Energy Australia Stadium | 26 164    |
| Perth Glory            | Western Australia | Perth      | Members Equity Stadium   | 18 156    |
| Queensland Roar        | Queensland        | Brisbane   | Suncorp Stadium          | 52 500    |
| Sydney                 | New South Wales   | Sydney     | Aussie Stadium           | 42 500    |
| Wellington Phoenix     | i.u.              | Wellington | Westpac Stadium          | 34 500    |

## Försäsongscupen
Under juli och augusti 2008 arrangerades en försäsongscup. Cupen vanns av Melbourne Victory.

### Gruppspel
Grupp A
| Nr | Lag                   | S | V | O | F | GM | IM | MS | P |
| -- | --------------------- | - | - | - | - | -- | -- | -- | - |
| 1  | Melbourne Victory     | 3 | 2 | 0 | 1 | 3  | 2  | +1 | 6 |
| 2  | Adelaide United       | 3 | 1 | 2 | 0 | 2  | 1  | +1 | 5 |
| 3  | Newcastle United Jets | 3 | 0 | 2 | 1 | 1  | 2  | −1 | 2 |
| 4  | Perth Glory           | 3 | 0 | 2 | 1 | 1  | 2  | −1 | 2 |

| Hemma \ Borta         | ADE | MVC | NEW | PER |
| Adelaide United       | —   | —   | —   | 0–0 |
| Melbourne Victory     | 1–2 | —   | —   | —   |
| Newcastle United Jets | 0–0 | 0–1 | —   | —   |
| Perth Glory           | —   | 0–1 | 1–1 | —   |

Grupp B
| Nr | Lag                    | S | V | O | F | GM | IM | MS | P |
| -- | ---------------------- | - | - | - | - | -- | -- | -- | - |
| 1  | Wellington Phoenix     | 3 | 2 | 1 | 0 | 5  | 3  | +2 | 7 |
| 2  | Central Coast Mariners | 3 | 2 | 0 | 1 | 5  | 2  | +3 | 6 |
| 3  | Sydney                 | 3 | 1 | 0 | 2 | 4  | 7  | −3 | 3 |
| 4  | Queensland Roar        | 3 | 0 | 1 | 2 | 3  | 5  | −2 | 1 |

| Hemma \ Borta          | CCM | QUE | SYD | WEL |
| Central Coast Mariners | —   | —   | 3–0 | —   |
| Queensland Roar        | 1–2 | —   | —   | 1–1 |
| Sydney                 | —   | 2–1 | —   | 2–3 |
| Wellington Phoenix     | 1–0 | —   | —   | —   |

### Final
|              | 6 augusti 2008 | Wellington Phoenix         | 0 – 0   | Melbourne Victory | Westpac Stadium                                |                                                |
| 19:30 UTC+12 | 19:30 UTC+12   |                            | Rapport |                   | Wellington Publik: 9 208 Domare: Peter O'Leary | Wellington Publik: 9 208 Domare: Peter O'Leary |
| 19:30 UTC+12 | 19:30 UTC+12   |                            |         |                   | Wellington Publik: 9 208 Domare: Peter O'Leary | Wellington Publik: 9 208 Domare: Peter O'Leary |
| 19:30 UTC+12 | 19:30 UTC+12   | Straffsparksläggning 7 – 8 |         |                   | Wellington Publik: 9 208 Domare: Peter O'Leary | Wellington Publik: 9 208 Domare: Peter O'Leary |

## Grundserien

### Poängtabell
| Nr | Lag                        | S  | V  | O | F  | GM | IM | MS  | P  |
| -- | -------------------------- | -- | -- | - | -- | -- | -- | --- | -- |
| 1  | Melbourne Victory          | 21 | 12 | 2 | 7  | 39 | 27 | +12 | 38 |
| 2  | Adelaide United            | 21 | 11 | 5 | 5  | 31 | 19 | +12 | 38 |
| 3  | Queensland Roar            | 21 | 10 | 6 | 5  | 36 | 25 | +11 | 36 |
| 4  | Central Coast Mariners     | 21 | 7  | 7 | 7  | 35 | 32 | +3  | 28 |
| 5  | Sydney                     | 21 | 7  | 5 | 9  | 33 | 32 | +1  | 26 |
| 6  | Wellington Phoenix         | 21 | 7  | 5 | 9  | 23 | 31 | −8  | 26 |
| 7  | Perth Glory                | 21 | 6  | 4 | 11 | 31 | 44 | −13 | 22 |
| 8  | Newcastle United Jets (RM) | 21 | 4  | 6 | 11 | 21 | 39 | −18 | 18 |

### Resultattabell
| Hemma \ Borta          | ADE | CCM | MVC | NEW | PER | QUE | SYD | WEL | ADE | CCM | MVC | NEW | PER | QUE | SYD | WEL |
| ---------------------- | --- | --- | --- | --- | --- | --- | --- | --- | --- | --- | --- | --- | --- | --- | --- | --- |
| Adelaide United        |     | 3–3 | 2–2 | 2–0 | 1–0 | 0–0 | 2–0 | 3–0 |     |     |     | 2–0 | 2–1 |     | 2–0 | 6–1 |
| Central Coast Mariners | 3–0 |     | 2–2 | 1–0 | 4–1 | 1–1 | 2–3 | 0–1 | 0–1 |     |     |     | 1–0 | 3–4 | 2–1 |     |
| Melbourne Victory      | 1–0 | 2–1 |     | 5–0 | 4–0 | 0–2 | 0–2 | 2–0 | 1–0 | 3–0 |     |     |     | 2–1 | 3–2 |     |
| Newcastle United Jets  | 1–1 | 1–1 | 1–0 |     | 2–1 | 1–2 | 0–0 | 2–2 |     | 1–2 | 4–2 |     |     |     | 1–2 |     |
| Perth Glory            | 0–1 | 2–2 | 3–1 | 3–3 |     | 0–3 | 2–1 | 1–0 |     |     | 3–2 |     |     |     |     | 2–0 |
| Queensland Roar        | 1–1 | 2–4 | 0–1 | 0–1 | 4–1 |     | 3–1 | 3–2 | 0–1 |     |     | 2–1 | 4–2 |     |     |     |
| Sydney                 | 3–0 | 3–3 | 0–0 | 4–0 | 5–2 | 1–1 |     | 1–2 |     |     |     |     | 1–4 | 1–1 |     | 1–0 |
| Wellington Phoenix     | 1–1 | 0–0 | 2–4 | 2–0 | 1–1 | 1–1 | 2–1 |     |     | 1–0 | 2–1 | 3–0 |     | 0–1 |     |     |

## Slutspel

### Slutspelsträd
|  | Semifinaler | Semifinaler            | Semifinaler       | Semifinaler       |  |   | Inledande final | Inledande final | Inledande final |   |                 | Final | Final             | Final |
|  |             |                        | L1                | L2                |  |   |                 |                 |                 |   |                 |       |                   |       |
|  |             | 7 och 14 februari      |                   |                   |  |   |                 |                 |                 |   |                 |       |                   |       |
|  | 1           | Melbourne Victory      | 2                 | 4                 |  |   |                 |                 |                 |   |                 |       | 28 februari       |       |
|  | 2           | Adelaide United        | 0                 | 0                 |  |   |                 | 21 februari     |                 |   |                 | 1     | Melbourne Victory | 1     |
|  |             |                        |                   |                   |  | 2 | Adelaide United | 1               |                 | 2 | Adelaide United | 0     |                   |       |
|  |             | 6 och 13 februari      | 6 och 13 februari | 6 och 13 februari |  | 3 | Queensland Roar | 0               |                 |   |                 |       |                   |       |
|  | 3           | Queensland Roar        | 2                 | 2                 |  |   |                 |                 |                 |   |                 |       |                   |       |
|  | 4           | Central Coast Mariners | 0                 | 1                 |  |   |                 |                 |                 |   |                 |       |                   |       |

### Semifinaler
Major
|                 | 7 februari 2009 | Adelaide United | 0 – 2           | Melbourne Victory                                | Hindmarsh Stadium                                                 |                                                                   |
| 18:30 UTC+10:30 | 18:30 UTC+10:30 |                 | (0 – 1) Rapport | 13′ Carlos Hernández Valverde 89′ Daniel Allsopp | Adelaide, South Australia Publik: 14 119 Domare: Strebre Delovski | Adelaide, South Australia Publik: 14 119 Domare: Strebre Delovski |
| 18:30 UTC+10:30 | 18:30 UTC+10:30 |                 |                 |                                                  | Adelaide, South Australia Publik: 14 119 Domare: Strebre Delovski | Adelaide, South Australia Publik: 14 119 Domare: Strebre Delovski |
| 18:30 UTC+10:30 | 18:30 UTC+10:30 |                 |                 |                                                  | Adelaide, South Australia Publik: 14 119 Domare: Strebre Delovski | Adelaide, South Australia Publik: 14 119 Domare: Strebre Delovski |

|              | 14 februari 2009 | Melbourne Victory                                                                      | 4 – 0           | Adelaide United | Telstra Dome                                              |                                                           |
| 19:30 UTC+11 | 19:30 UTC+11     | Archie Thompson 10′ Carlos Hernández Valverde 24′ Daniel Allsopp 44′ Tom Pondeljak 48′ | (3 – 0) Rapport |                 | Melbourne, Victoria Publik: 34 736 Domare: Matthew Breeze | Melbourne, Victoria Publik: 34 736 Domare: Matthew Breeze |
| 19:30 UTC+11 | 19:30 UTC+11     |                                                                                        |                 |                 | Melbourne, Victoria Publik: 34 736 Domare: Matthew Breeze | Melbourne, Victoria Publik: 34 736 Domare: Matthew Breeze |
| 19:30 UTC+11 | 19:30 UTC+11     |                                                                                        |                 |                 | Melbourne, Victoria Publik: 34 736 Domare: Matthew Breeze | Melbourne, Victoria Publik: 34 736 Domare: Matthew Breeze |

Melbourne Victory avancerade till final, Adelaide United gick till den inledande finalen.
Minor semifinal
|              | 6 februari 2009 | Central Coast Mariners | 0 – 2           | Queensland Roar                              | Bluetongue Stadium                                          |                                                             |
| 20:00 UTC+11 | 20:00 UTC+11    |                        | (0 – 1) Rapport | 30′ Mitch Nichols 54′ (str.) Sergio van Dijk | Gosford, New South Wales Publik: 9 514 Domare: Ben Williams | Gosford, New South Wales Publik: 9 514 Domare: Ben Williams |
| 20:00 UTC+11 | 20:00 UTC+11    |                        |                 |                                              | Gosford, New South Wales Publik: 9 514 Domare: Ben Williams | Gosford, New South Wales Publik: 9 514 Domare: Ben Williams |
| 20:00 UTC+11 | 20:00 UTC+11    |                        |                 |                                              | Gosford, New South Wales Publik: 9 514 Domare: Ben Williams | Gosford, New South Wales Publik: 9 514 Domare: Ben Williams |

|              | 13 februari 2009 | Queensland Roar                  | 2 – 1           | Central Coast Mariners | Suncorp Stadium                                         |                                                         |
| 19:30 UTC+10 | 19:30 UTC+10     | Mitch Nichols 21′ Matt McKay 49′ | (1 – 0) Rapport | 64′ Nik Mrdja          | Brisbane, Queensland Publik: 23 705 Domare: Peter Green | Brisbane, Queensland Publik: 23 705 Domare: Peter Green |
| 19:30 UTC+10 | 19:30 UTC+10     |                                  |                 |                        | Brisbane, Queensland Publik: 23 705 Domare: Peter Green | Brisbane, Queensland Publik: 23 705 Domare: Peter Green |
| 19:30 UTC+10 | 19:30 UTC+10     |                                  |                 |                        | Brisbane, Queensland Publik: 23 705 Domare: Peter Green | Brisbane, Queensland Publik: 23 705 Domare: Peter Green |

Queensland Roar avancerade till den inledande finalen.

### Inledande final
|                 | 21 februari 2009 | Adelaide United     | 1 – 0           | Queensland Roar | Hindmarsh Stadium                                                |                                                                  |
| 18:30 UTC+10:30 | 18:30 UTC+10:30  | Fabian Barbiero 25′ | (1 – 0) Rapport |                 | Adelaide, South Australia Publik: 8 472 Domare: Strebre Delovski | Adelaide, South Australia Publik: 8 472 Domare: Strebre Delovski |
| 18:30 UTC+10:30 | 18:30 UTC+10:30  |                     |                 |                 | Adelaide, South Australia Publik: 8 472 Domare: Strebre Delovski | Adelaide, South Australia Publik: 8 472 Domare: Strebre Delovski |
| 18:30 UTC+10:30 | 18:30 UTC+10:30  |                     |                 |                 | Adelaide, South Australia Publik: 8 472 Domare: Strebre Delovski | Adelaide, South Australia Publik: 8 472 Domare: Strebre Delovski |

Adelaide United avancerade till final.

### Grand Final
|              | 28 februari 2009 | Melbourne Victory | 1 – 0           | Adelaide United | Telstra Dome                                              |                                                           |
| 19:30 UTC+11 | 19:30 UTC+11     | Tom Pondeljak 60′ | (0 – 0) Rapport |                 | Melbourne, Victoria Publik: 53 273 Domare: Matthew Breeze | Melbourne, Victoria Publik: 53 273 Domare: Matthew Breeze |
| 19:30 UTC+11 | 19:30 UTC+11     |                   |                 |                 | Melbourne, Victoria Publik: 53 273 Domare: Matthew Breeze | Melbourne, Victoria Publik: 53 273 Domare: Matthew Breeze |
| 19:30 UTC+11 | 19:30 UTC+11     |                   |                 |                 | Melbourne, Victoria Publik: 53 273 Domare: Matthew Breeze | Melbourne, Victoria Publik: 53 273 Domare: Matthew Breeze |

## Statistik

### Skytteligan
| Rank | Spelare           | Lag                    | Mål |
| ---- | ----------------- | ---------------------- | --- |
| 1    | Daniel Allsopp    | Melbourne Victory      | 13  |
| 2    | Shane Smeltz      | Wellington Phoenix     | 12  |
| 2    | Sergio van Dijk   | Queensland Roar        | 12  |
| 4    | Matt Simon        | Central Coast Mariners | 11  |
| 5    | Eugene Dadi       | Perth Glory            | 10  |
| 5    | Nikita Rukavytsya | Perth Glory            | 10  |
| 7    | Archie Thompson   | Melbourne Victory      | 9   |
| 8    | Cristiano         | Adelaide United        | 8   |
| 9    | Travis Dodd       | Adelaide United        | 7   |
| 9    | Joel Griffiths    | Newcastle United Jets  | 7   |
| 9    | Charlie Miller    | Queensland Roar        | 7   |

### Publiksiffror
Tabellen nedan listar de 5 högsta publiksiffrorna under säsongen.
| Publiksiffra | Omgång      | Datum            | Hemmalag          | Resultat | Bortalag           |
| ------------ | ----------- | ---------------- | ----------------- | -------- | ------------------ |
| 53 273       | Grand Final | 28 februari 2009 | Melbourne Victory | 1–0      | Adelaide United    |
| 34 736       | MASF, M2    | 14 februari 2009 | Melbourne Victory | 4–0      | Adelaide United    |
| 31 654       | 9           | 25 oktober 2008  | Melbourne Victory | 0–2      | Sydney             |
| 28 905       | 21          | 23 januari 2009  | Melbourne Victory | 2–0      | Wellington Phoenix |
| 27 196       | 15          | 6 januari 2009   | Melbourne Victory | 1–0      | Adelaide United    |